# Tiffany Cameron
Tiffany Devonna Cameron (* 16. Oktober 1991 in Toronto) ist eine jamaikanisch-kanadische Fußballspielerin.

## Karriere

### Verein
Von 2009 bis 2011 lief Cameron für den W-League-Teilnehmer Toronto Lady Lynx auf. Anfang 2013 wurde sie als so genannter Free Agent vom Seattle Reign FC verpflichtet und debütierte dort am 26. April 2013 in der neugegründeten NWSL. Am 19. Juni gab Seattle die Trennung von Cameron bekannt, eine Woche später unterschrieb sie einen Vertrag beim Ligakonkurrenten FC Kansas City. Für diesen lief Cameron lediglich in einem Ligaspiel auf, ehe sie wenige Tage nach Saisonende von ihrem Arbeitgeber freigestellt wurde.
Zur Rückrunde der Saison 2013/14 unterschrieb Cameron einen Vertrag beim Bundesligisten TSG 1899 Hoffenheim, den sie jedoch nach nur einem halben Jahr wieder verließ und zu den Ottawa Fury Women in die W-League wechselte. Im März 2015 wechselte Cameron, nach Zypern zum Meister Apollon Ladies FC, wo sie im August 2015 die Gruppenphase der UEFA Women’s Champions League spielte. Nachdem Cameron in drei Einsätzen der UEFA Women’s Champions League, drei Tore erzielte, wechselte sie Oktober 2015 von Zypern nach Israel zum FC Ramat haScharon. In Israel erzielte sie in 22 Spielen, 38 Tore und wurde Israelische Meister. Im Juni 2016 unterschrieb Cameron beim Frauen-Bundesliga-Aufsteiger Borussia Mönchengladbach. Nachdem Abstieg der Mönchengladbacher, verließ sie im Sommer 2017 den Verein. Im Mai 2017 absolvierte sie ein Probetraining beim FF USV Jena, wo sie am 9. Juni 2017 für die Saison 2017/18 unterschrieb. Nach dem Abstieg des FF USV Jena verließ sie Deutschland im Sommer 2018. Nach einem einwöchigen Probetraining unterschrieb Cameron am 9. August 2018 beim schwedischen Verein Vittsjö GIK in der Damallsvenskan. Nach fünf Einsätzen in einem halben Jahr wechselte sie im Februar 2019 zu Stabæk Fotball Kvinner nach Norwegen.

### Nationalmannschaft
Cameron spielte für die kanadische U-17-Auswahl und nahm mit dieser an der U-17-Weltmeisterschaft 2008 in Neuseeland teil. Im Januar 2013 kam sie erstmals in der Kanadischen Nationalelf zum Einsatz. Nachdem Cameron nur in Freundschaftsspielen für Kanada zum Einsatz gekommen war, entschied sie sich fortan für Jamaika aufzulaufen. Sie wurde Ende Januar 2019 erstmals in die jamaikanische Fußballnationalmannschaft der Frauen berufen, ihr Länderspieldebüt feierte sie bei einem 1:0-Sieg über Chile. Am 23. Mai 2019 wurde Cameron für die Fußball-Weltmeisterschaft der Frauen 2019 in Frankreich berufen und kam beim Turnier im Auftaktspiel gegen Brasilien zum Einsatz, als sie in der 79. Minute eingewechselt wurde.

## Musik-Karriere
Seit 2010 veröffentlichte sie auf der Video-Plattform YouTube und als Download unter dem Pseudonym Ladiie Spitz mehrere Rap-Songs. Im Mai 2017 veröffentlichte sie unter dem Künstlernamen Tiff über SoundCloud die Single Last One Standing, ein Duett mit René Pütz. Es folgte am 24. November 2018 die zweite Single mit dem Titel For The Love of The Game.